# 锡河畔圣欧班
锡河畔圣欧班（法語：Saint-Aubin-sur-Scie，法語發音：[sɛ̃.t‿obɛ̃ syʁ si]）是法国滨海塞纳省的一个市镇，属于迪耶普区。

## 地理
锡河畔圣欧班（49°52'17"N, 1°4'13"E）面积7.74 平方千米，位于法国诺曼底大区滨海塞纳省，该省份为法国北部沿海省份，其西部及北部濒大西洋英吉利海峡，东起顺时针与索姆省、瓦兹省、厄尔省和卡爾瓦多斯省接壤。
与锡河畔圣欧班接壤的市镇（或旧市镇、城区）包括：阿尔克拉巴塔耶、迪耶普、滨海欧托、奥夫朗维尔、鲁梅尼勒-布泰耶、阿尔克河畔图维尔。

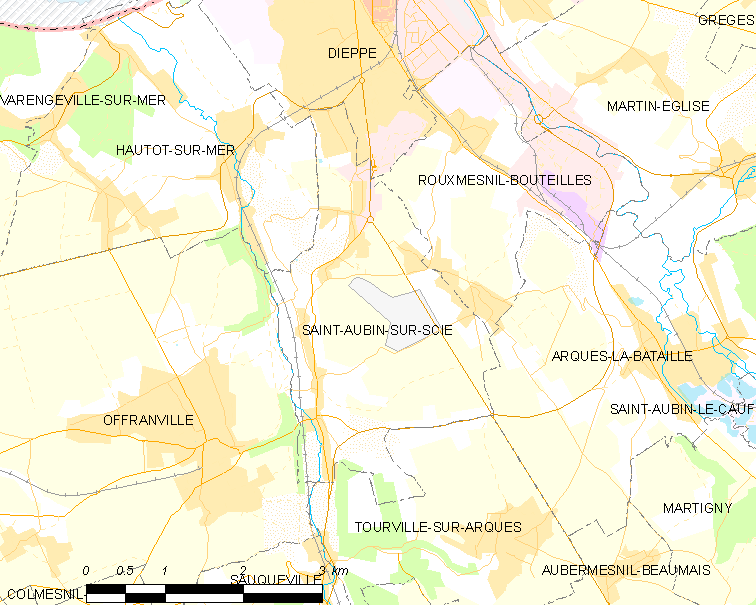
锡河畔圣欧班的OSM定位图

锡河畔圣欧班的时区为UTC+01:00、UTC+02:00（夏令时）。

## 行政
锡河畔圣欧班的邮政编码为76550，INSEE市镇编码为76565。

## 政治
锡河畔圣欧班所属的省级选区为迪耶普第一县。

## 人口

1962-2008年间锡河畔圣欧班人口变化图示

锡河畔圣欧班于2022年1月1日时的人口数量为1215人。